# Kitaibelia vitifolia

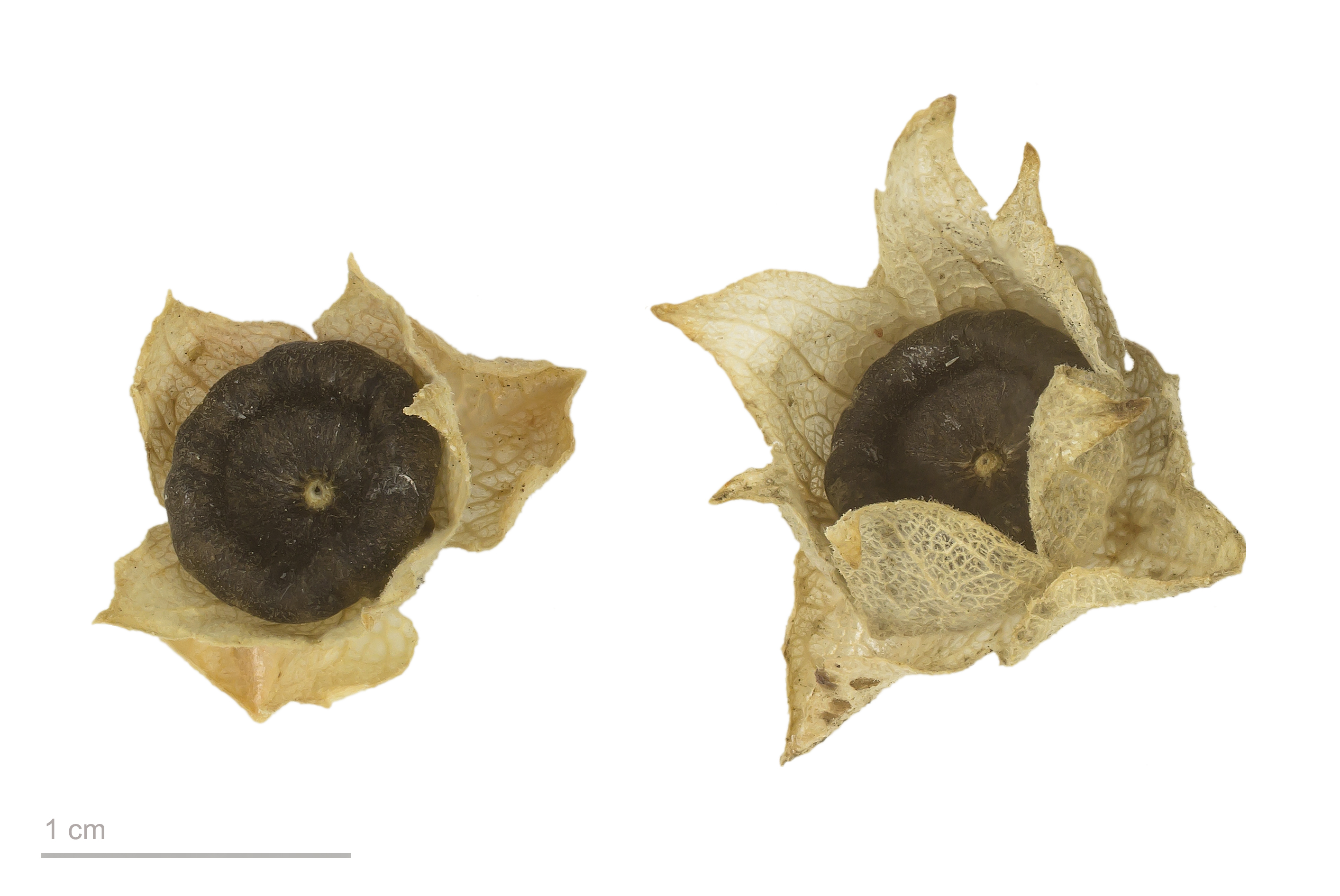
Kitaibela vitifolia

Kitaibelia vitifolia là một loài thực vật có hoa trong họ Cẩm quỳ. Loài này được Willd. mô tả khoa học đầu tiên năm 1799.